# AGILE
AGILE (Astrorivelatore Gamma ad Imagini Leggero) es un observatorio espacial de rayos gamma de la Agencia Espacial Italiana lanzado el 23 de abril de 2007 desde la base india de Sriharikota mediante un cohete PSLV. Tiene una masa de 352 kg.
Porta dos instrumentos:
- la cámara de rayos gamma GRID de gran angular, capaz de detectar fotones gamma con energías de entre 0,3 y 200 MeV
- el detector de rayos X duros Super-AGILE, para el rango de entre 15 y 45 keV